# Mario + Rabbids Sparks of Hope
Mario + Rabbids Sparks of Hope es un videojuego de rol táctico por turnos desarrollado por Ubisoft Milan y publicado por Ubisoft para Nintendo Switch. Es un crossover de las franquicias de Mario (Nintendo), y Raving Rabbids (Ubisoft), y una secuela del exitoso juego de turnos de 2017, Mario + Rabbids Kingdom Battle. Se lanzó mundialmente el 20 de octubre de 2022.
Además de ver el regreso de los personajes del juego anterior, se introducen nuevos personajes en éste, como las versiones Rabbid de Rosalina y Destello, llamadas Sparks. En total, son nueve personajes jugables que se desplazan en un equipo de tres aliados como su predecesor.
Mario + Rabbids Sparks of Hope estaba planeado por los desarrolladores desde 2018 como la misma secuela de Mario + Rabbids Kingdom Batlle. No obstante, debido a limitaciones de tiempo, fue cancelado. Luego de 3 años, fue presentado oficialmente en el E3 2021, durante la conferencia oficial de Ubisoft, junto a Nintendo desarrollando el proyecto para Nintendo Switch.

## Argumento

### Ubicación de la serie
La historia del juego gira en torno a los protagonistas aventurándose por el espacio en un viaje a través de diferentes planetas para rescatar a los Sparks. De manera muy similar a su predecesor, el juego se filtró antes de su anuncio oficial, en el sitio web oficial de Nintendo horas antes de la transmisión del Ubisoft Forward 2021 (E3 2021).

### Historia
Algún tiempo después de Kingdom Battle, Mario, Luigi y la Princesa Peach disfrutan de la paz en el Reino Champiñón junto a los Rabbids, incluidos sus homólogos de Rabbid. Entonces, de repente, cuatro Sparks (híbridos Destello/Rabbid) caen del cielo. Después de saludar a los Sparks, llega una gran mantarraya voladora y cubre todo con una sustancia oscura llamada Ascoridad. Durante la pelea, Rabbid Peach intenta tomarse una selfie con la manta, pero la absorbe, por lo que Mario salta dentro para rescatarla. Dentro de la manta, es transportado a otra dimensión dentro de Ascoridad e intenta salvar a Rabbid Peach junto con Beep-0 y un Spark llamado Starburst. Después de rescatar a Rabbid Peach y derrotar a los enemigos en el camino, llega una extraña entidad encapuchada llamada Cursa y controla mentalmente a algunos Goombas en la manta. Después de derrotar a los Goombas, Cursa intenta atacarlos ella misma, pero son salvados por la llegada oportuna de sus aliados que los rescatan y escapan de Cursa en una nave espacial llamada L ARC (Lavadora Advanced Rabbid Carrier). Dentro de la nave, Beep-0 presenta a la IA recientemente consciente de sí misma de la nave, JEANIE (Jovial Electrónica Neurónica Inteligente Élite), quien explica la situación de su problema. JEANIE explica sobre el ADN de Spark y cómo Cursa se está apoderando de la galaxia con Ascoridad. Mientras tanto, la pandilla está preocupada por Rosalina y se preguntan qué le habrá pasado. Para detener a Darkmess y llegar a Cursa, deben viajar a la fortaleza de Cursa con suficientes cristales Purificado Ascoridad. Mientras tanto, Cursa está conspirando para robar la energía de los Sparks haciendo que sus Cazadoras de Sparks: Medianocta, Pedrisca, Daphne y Kanya los encuentren y los capturen.
Durante sus aventuras en cinco planetas diferentes (Playa del Faro, Picos Prístinos, Primer Paleta, Tierra Flora, Meseta Vallebaldio y Jardines Melódicos) los héroes se encuentran con muchos aliados nuevos en su búsqueda para salvar la galaxia: Edge, un Rabbid genial e independiente que empuña una espada y busca salvar a las Sparks y la galaxia; Rabbid Rosalina, un Rabbid sombrío pero inteligente que busca a Rosalina, y finalmente, Bowser: el rival de Mario desde hace mucho tiempo que quiere que Cursa le devuelva su ejército. Después de derrotar a todas las Cazadoras de Sparks y muchos enemigos en el camino, Cursa llega e intenta destruir a los héroes nuevamente, pero de repente sale un estallido de luz de Cursa. Se revela que esa luz es la propia Rosalina, cuyo cuerpo está actualmente poseído por Cursa. Se las arregla para salvarlos abriendo un portal de regreso al mundo real y les da un cristal antes de que Cursa recupere el control de ella. A través del cristal, los héroes se enteran de que Cursa era originalmente un fragmento de Megabug, el principal antagonista del juego anterior, que sobrevivió y se desplazó hacia el espacio, ganando escombros estelares, mutando y eventualmente ganando conciencia, convirtiéndose en la entidad conocida como Cursa. Con el deseo de absorber la energía de la galaxia, Cursa fue al Observatorio de Cometas de Rosalina sin ser detectada después de sentir la alegría de los destellos jugando con Rabbids que solo se estaban divirtiendo. Afortunadamente para ellos, Rosalina logra mantener a raya a Cursa, pero durante la lucha, una gran ola de energía emitida por su batalla hizo que los Lumas y los Rabbids fueran lanzados por todas partes mientras los fusionaba en el proceso, creando así las Sparks. Sin embargo, Cursa logra tomar el control de Rosalina, aprendió a crear Darkmess y creó un ejército de Rabbids corruptos de Darkmess, además de tomar el control de los secuaces de Bowser, y los lideró Rabbids especiales que Cursa creó, ¡las Cazadoras de Sparks!. Ahora más decididos que nunca, los héroes viajan a la fortaleza de Cursa con la intención de detener a Cursa y liberar a Rosalina.
Después de llegar a la fortaleza de Cursa y atravesar su escudo con un Shield Buster hecho por uno de los guardianes del planeta, que en realidad es el Observatorio de Cometas corrupto de Rosalina, se enfrentan a las versiones de Ascoridad de Bowser y Edge. Después de derrotar a los clones, Edge le revela al grupo que ella también fue creada por Cursa y solía ser la líder de las Cazadoras de Sparks, pero la traicionó después de obtener suficiente libre albedrío para reconocer el mal en ella. Ella también trató de hacer que las demás Cazadoras de Sparks (que antes eran amigas) dirigieran hacia la luz, pero en su lugar se volvieron contra ella porque permanecieron leales a Cursa. Sin otra opción, huyó y trató de rescatar a tantos Sparks como pudo y no quería decírselo porque sabía que no tendrían motivos para creerle. Pero los héroes no están de acuerdo y dicen que tienen muchas razones para creer en ella, ya que son familia y eso significa que no tienen que guardarse secretos entre ellos. Con eso, los héroes llegan y se enfrentan a Cursa. Después de que Cursa es derrotada por primera vez, libera todas las Sparks que ha consumido y también libera a Rosalina en el proceso. Por desgracia, Cursa aún no ha terminado y, en cambio, continúa atacando a los héroes en su forma desatada, pero afortunadamente, Rosalina los protege y logra debilitar a Cursa el tiempo suficiente para que ella, las Sparks y los héroes usen su ataque final contra Cursa, destruyéndola. Después de la batalla, los héroes regresan al Reino Champiñón, donde Rosalina los felicita por su esfuerzo por salvar la galaxia, al tiempo que restaura la energía de Sparks consumida por Cursa. Aquí, Rosalina le ofrece a Rabbid Rosalina la oportunidad de quedarse con ella en su Observatorio, pero esta última se niega, diciendo que ya tiene una familia aquí, y cuando se vuelve hacia Edge, reacciona diciendo que sus "queridas amigas" probablemente encontrarán una nueva línea de trabajo ahora que Cursa se ha ido, así que ella también decide quedarse con sus amigos. Con eso, Rosalina decide irse no sin antes agradecer a Mario y a los demás por unirse. Después de que se fuera, felicitan a Bowser por ver lo que se puede lograr con el trabajo en equipo. Rabbid Mario, Rabbid Luigi y Rabbid Peach luego intentan jugar con Bowser, pero Mario, consciente de que esto lo enojará, intenta detenerlos, pero Bowser los obliga a irse con una bola de fuego. Mientras tanto, en una escena posterior a los créditos, Beep-0 habla con JEANIE, quien ahora ha desarrollado emociones.

## Sistema de juego
La jugabilidad de Sparks of Hope es muy similar a la de Kingdom Battle. Los jugadores pueden construir su lista de personajes a partir de nueve disponibles:Mario, Luigi, la Princesa Peach, Rabbid Peach, Rabbid Luigi, Rabbid Mario,Rabbid Rosalina, Edge y Bowser. Los jugadores también tienen la tarea de rescatar a las Sparks en toda la galaxia, que proporcionan poderes distintos que ayudarán al jugador en cada batalla. El personaje Beep-0 una vez más sirve como guía en la trama para los otros personajes.
El juego contiene nueve personajes jugables con un equipo de tres aliados como su predecesor. La historia del juego gira en torno al elenco que se aventura por el espacio y viaja a diferentes planetas para rescatar a las Sparks.
A diferencia del primer juego, los diseños de niveles son menos lineales y el combate presenta un nuevo sistema que ignora el diseño basado en cuadrículas del primer juego. Este nuevo combate ha sido comparado con el de juegos como Divinity: Original Sin. También se incluyen encuentros con enemigos fuera del combate por turnos. El diseñador jefe, Xavier Manzanares, hablando sobre el nuevo combate, dijo: "Puedes moverte en esta área de movimiento de la manera que quieras, puedes lanzar una Bob-omba, luego lo tienes en tu mano. Puedes moverte como quieras, pero luego va a explotar. Así que tienes unos segundos para reaccionar, lo cual es completamente diferente a lo que teníamos en el pasado. Y entonces trae este elemento de tiempo real a la mezcla".
Los nuevos personajes y sus respectivas habilidades son:
- Sparks: Son una especie híbrida de Destellos y Rabbids. Las habilidades de las chispas amarillas y cian (además de levitar) se desconocen actualmente, pero se sabe que la roja tiene poderes pirocinéticos.

- Rabbid Rosalina: Como sugiere su nombre, se basa en gran medida en Rosalina, con su vestido cian y cabello rubio platinado con una corona plateada.Sin embargo, en lugar de una varita, Rabbid Rosalina empuña el Kaboomer, un peluche Spark amarillo (con bordes verdes y morados) con una cuerda y un cañón en la boca. Es capaz de borrar cubiertas. Su técnica es Ennui, que pone a los enemigos a dormir de forma similar a Rabbid Cranky. Un arreglo del tema Comet Observatory de Super Mario Galaxy, "Rosalina en el Observatorio", se puede escuchar durante la primera aparición de Rabbid Rosalina en el avance del juego.

- Cursa: Es el principal antagonista del juego. Es una fuerza que quiere consumir Sparks. Cursa es grande, imponente y está cubierta con un manto púrpura, con forma de espiral en la cara. Tiene manos flotantes parecidas a las de un humano que usa para drenar a las chispas de su poder.

- Edge: A diferencia de los otros Rabbids jugables, ella no se basa en un personaje de la franquicia de Mario, sino que posee el pelo puntiagudo negro y verde y usa una chaqueta.  Ella empuña la espada voladora, una gran espada con dos protuberancias en forma de orejas de conejo en la punta de la hoja. Su técnica Stormblade dañará a cualquier enemigo que se mueva, similar a Hero Sight y Steely Stare.  También puede lanzar múltiples enemigos en un turno.

Al igual que la entrega anterior, los personajes manejan armas que disparan rayos láser. El juego también contará con dos jugadores de modo cooperativo local.

## Desarrollo
Mario + Rabbids Sparks of Hope comenzó su desarrollo a mediados de 2018. Después de Mario + Rabbids Kingdom Battle, Manzanares tenía varios planes más que no lograron invertir en la primera entrega. Afirmó que "no teníamos tantas ideas que no podíamos meter en el juego; no teníamos tiempo para hacerlo, o queríamos centrarnos en diferentes tipos de elementos. Pero ir al espacio, por ejemplo, o cambiar el sistema de combate para probar y ver cómo se podía hacer con más acción y fluidez, eso llegó muy temprano en 2017 y 2018. Al principio no sabíamos el resultado y cómo reaccionaría la gente. Vimos que estaban súper sorprendidos en 2017, y desde entonces, muchos jugadores juegan y se divierten. Y obviamente, esto es realmente importante para nosotros cuando comenzamos a pensar en Sparks of Hope."
Manzanares había explicado que Ubisoft no planeaba la típica secuela. Sino que también, "asegurarse de traer novedades y no enfocarse por el mismo camino". En la misma entrevista, también se confirmó que el pequeño robot Beep-0 y Bowser estarán presentes en la secuela, aunque no se han anunciado más detalles sobre sus papeles. Su banda sonora fue escrita por Grant Kirkhope (quien compuso la banda sonora del primer juego), Gareth Coker (quien compuso la banda sonora de Immortals Fenyx Rising de Ubisoft) y Yoko Shimomura (quien anteriormente compuso para la serie Mario & Luigi). 
Por otra parte, el juego recibirá tres expansiones de contenido descargable a través de un pase de temporada en 2023, incluida una con Rayman como personaje jugable.
Estas tres expansiones, según una publicación de Twitter, incluyen Tower of Doooom (con 4 O), una aventura posterior al juego que presenta a un nuevo y misterioso villano en un planeta parecido a un bosque encantado, y dicha aventura de Rayman. El primero se lanzará a principios de 2023, el segundo a mediados de 2023 y el tercero a fines de 2023.

## Lanzamiento
Mario + Rabbids Sparks of Hope se filtró oficialmente en el Nintendo Direct del E3 2021 mediante un tráiler, junto a una fecha de lanzamiento indeterminada de algún momento de 2022, fecha que ha sido actualizada en el Nintendo Direct Mini del 28 de junio de 2022, revelando que se lanzaría oficialmente el 20 de octubre del mismo año. En la presentación de la videoconferencia del Ubisoft Forward, se revelaron varias capturas de pantalla, mostrándose un juego que transcurre en un entorno donde los componentes serán en tiempo real. Así también se detalló la cámara libre y la estructura de los escenarios que ganará en amplitud. En su fecha de lanzamiento, será "tres veces" mayor que su primera entrega.

## Recepción
Según el sitio web del agregador de reseñas Metacritic, el juego ha recibido "críticas generalmente favorables".
Muchos lo consideraron una mejora con respecto a Kingdom Battle.
Mario + Rabbids Sparks of Hope vendió exactamente 17 647 copias físicas en su primera semana de lanzamiento en Japón, lo que lo convierte en el tercer juego menos vendido de la semana de Japón.
| Año  | Premio                          | Categoría                 | Resultado | Referencia |
| ---- | ------------------------------- | ------------------------- | --------- | ---------- |
| 2022 | Golden Joystick Awards          | Último juego del año      | Nominado  | [ 41 ]     |
| 2022 | Hollywood Music In Media Awards | Mejor puntuación          | Nominado  | [ 42 ]     |
| 2022 | The Game Awards 2022            | Mejor juego familiar      | Nominado  | [ 43 ]     |
| 2022 | The Game Awards 2022            | Mejor juego de simulación | Ganador   | [ 43 ]     |

### Promoción
El juego se anunció el 12 de junio de 2021 en el sitio web de Nintendo, revelando el título, la ventana de lanzamiento de 2022 y varias capturas de pantalla. Horas más tarde, en el evento E3 2021 de la Ubisoft Forward, el juego se detalló aún más con la jugabilidad y un avance cinematográfico. También ese día, Grant Kirkhope anunció que regresaría para componer el marcador del juego. Su banda sonora fue escrita por Grant Kirkhope (quien compuso la banda sonora del primer juego), Gareth Coker (quien compuso la banda sonora de Immortals Fenyx Rising de Ubisoft) y Yoko Shimomura (quien anteriormente compuso para la serie Mario & Luigi).
El director creativo, David Soliani, declaró que el equipo de desarrollo había visto el juego como una "secuela espiritual" del primero y "una nueva versión del género táctico", en parte debido a que el nuevo combate y el juego se expandieron más allá del alcance del Reino Champiñón para centrarse en una variedad de ubicaciones galácticas.
Fue nominado también al juego más esperado por parte de Ubisoft en los E3 2021 Awards.